# Hombrechtikon
Hombrechtikon (gzu. Humbrächtike) – miejscowość i gmina (Politische Gemeinde) w północnej Szwajcarii, w kantonie Zurych, w okręgu (Bezirk) Meilen. Leży nad Jeziorem Zuryskim.

## Demografia
W Hombrechtikonie mieszkają 8964 osób. W 2021 roku 21,8% populacji gminy stanowiły osoby urodzone poza Szwajcarią.

## Transport
Przez teren gminy przebiegają drogi główne nr 17, nr 336 i nr 339.